# 謝銀黨
謝銀黨（1949年9月28日—）是台灣警官。

## 生平及職業生涯
謝銀黨1949年9月28日出生，於彰化縣長大。1967年，他進入日後成為中央警察大學的學校就讀行政管理。畢業後，他加入南投縣警察局刑事組，擔任初級偵查員。1981年，他調任台中市警察局刑事組，升任警佐，隔年再晉升為警尉。1985年，謝銀黨被任命為台中市某分局局長，隔年進入內政部警政署刑事警察局，擔任警佐職務。1987年，他晉升為警尉，不久後接任台北市警察局刑事組組長。1989年，出任宜蘭縣警察局局長，1993年轉任警政署行政科科長。此後曾擔任桃園縣警察局局長。1996至1997年間，任職台灣省政府警察局副局長，之後於警政署晉升為主任監察官。1997年至2001年間，擔任高雄市警察局局長。在高雄市警察局任職期間，謝銀黨致力於偵破前高雄縣議員藍振源遇刺案。